# Omar Beckles
Omar Jerome Beckles (Leytonstone, 25 ottobre 1991) è un calciatore grenadino con cittadinanza britannica, difensore del Leyton Orient e della nazionale grenadina.

## Carriera

### Club
Ad inizio carriera ha giocato 13 partite nella quarta divisione spagnola con il Jerez Industrial; in seguito, dopo varie stagioni nelle serie minori inglesi (dalla quinta alla settima divisione), ha esordito nella Football League nella stagione 2016-2017, segnando 2 reti in 41 presenze nella quarta divisione inglese con l'Accrington Stanley. In seguito ha giocato anche in terza divisione con Shrewsbury Town e Crewe Alexandra, e nuovamente in quarta divisione con il Leyton Orient, con cui nella stagione 2022-2023 vince il campionato, conquistando così la promozione in terza divisione.

### Nazionale
Ha esordito in nazionale nel 2019; nel 2021 ha partecipato alla CONCACAF Gold Cup.

## Statistiche

### Cronologia presenze e reti in nazionale
| Cronologia completa delle presenze e delle reti in nazionale ― Grenada | Cronologia completa delle presenze e delle reti in nazionale ― Grenada | Cronologia completa delle presenze e delle reti in nazionale ― Grenada | Cronologia completa delle presenze e delle reti in nazionale ― Grenada | Cronologia completa delle presenze e delle reti in nazionale ― Grenada | Cronologia completa delle presenze e delle reti in nazionale ― Grenada | Cronologia completa delle presenze e delle reti in nazionale ― Grenada | Cronologia completa delle presenze e delle reti in nazionale ― Grenada |
| Data                                                                   | Città                                                                  | In casa                                                                | Risultato                                                              | Ospiti                                                                 | Competizione                                                           | Reti                                                                   | Note                                                                   |
| ---------------------------------------------------------------------- | ---------------------------------------------------------------------- | ---------------------------------------------------------------------- | ---------------------------------------------------------------------- | ---------------------------------------------------------------------- | ---------------------------------------------------------------------- | ---------------------------------------------------------------------- | ---------------------------------------------------------------------- |
| 5-9-2019                                                               | Saint George's                                                         | Grenada                                                                | 2 – 1                                                                  | Saint Kitts e Nevis                                                    | CONCACAF Nations League 2019-2020 - Fase a gironi                      | -                                                                      |                                                                        |
| 8-9-2019                                                               | Belmopan                                                               | Belize                                                                 | 1 – 2                                                                  | Grenada                                                                | CONCACAF Nations League 2019-2020 - Fase a gironi                      | -                                                                      | 73’                                                                    |
| 10-10-2019                                                             | Remire-Montjoly                                                        | Guyana francese                                                        | 0 – 0                                                                  | Grenada                                                                | CONCACAF Nations League 2019-2020 - Fase a gironi                      | -                                                                      | 83’                                                                    |
| 14-11-2019                                                             | Basseterre                                                             | Saint Kitts e Nevis                                                    | 0 – 0                                                                  | Grenada                                                                | CONCACAF Nations League 2019-2020 - Fase a gironi                      | -                                                                      |                                                                        |
| Totale                                                                 |                                                                        | Presenze                                                               | 7                                                                      |                                                                        | Reti                                                                   | 0                                                                      |                                                                        |

## Palmarès

### Club

#### Competizioni nazionali
- Campionato inglese di quarta divisione: 1

Leyton Orient: 2022-2023